# Стамболийский, Александр
Александр Стоименов Стамболи́йский (болг. Александър Стоименов Стамболийски; 1 марта 1879, Славовица, Восточная Румелия — 14 июня 1923, Славовица, Болгария) — премьер-министр Болгарии в 1919—1923 годах. Представлял Болгарский земледельческий народный союз (БЗНС), однако проводил настолько радикальные реформы, что переманил на свою сторону многих коммунистов.

## Биография
В 1904 году А. Стамболийский стал ответственным редактором газеты «Земеделско знаме».
Во время Первой мировой войны выступал против союза Болгарии с центральными державами, за что был приговорён к пожизненному заключению, выпущен после поражения Болгарии в войне. В ходе Владайского восстания (22 сентября — 3 октября 1918) был избран председателем Радомирской республики, провозглашённой восставшими солдатами.
Как премьер, последовательно выполнял требования победивших держав, входивших в Антанту, чем вызвал серьёзное недовольство офицерства.
Был сторонником федерации южных славянских народов, считал себя самого югославом.
В 1919 году возглавил коалиционное правительство, в которое входили представители БЗНС и некоторых буржуазных партий. С 21 мая 1920 по 9 июня 1923 года возглавлял однопартийное правительство БЗНС.
23 марта 1923 года заключил Нишское соглашение с Королевством сербов, хорватов и словенцев, обязавшемся помочь Болгарии вернуть выход к Эгейскому морю, а Болгария в ответ отказывалась от прав на Вардарскую Македонию и обязалась прекратить поддержку ВМРО. Кроме БЗНС, все политические партии Болгарии, включая коммунистов, осудили соглашение. ВМРО и А. И. Гучков, имевший связи с ВМРО и коммунистами со времён Илинденского восстания, начали подготовку к военному перевороту, во время которого все раздражённые Нишским соглашением партии, включая коммунистов, не оказали поддержку правительству БЗНС Стамболийского. Кроме того, незадолго перед выборами в парламент правительство А. Стамболийского ввело мажоритарную избирательную систему с целью сократить до минимума количество мандатов более мелких, чем БЗНС, партий. Это тоже привело к ухудшению отношений между БЗНС и Болгарской коммунистической партией.
Во время военного переворота под предводительством Александра Цанкова 9 июня 1923 года Стамболийский был свергнут. Его заманили, якобы для переговоров, на встречу с царём Борисом III, где он был схвачен, подвергнут пыткам и убит.

Стамболийский приступил к организации сопротивления. Вместе с братом Василом и капитаном Йоновским из личной охраны он провёл военное совещание. Рано утром на следующий день (10 июня 1923 года) они в сопровождении солдат «оранжевой гвардии» направились в Пазарджик…
11 июня в сражении у реки Тополница их отряд был разгромлен, остатки его рассеялись. После этого начались скитания Стамболийского по окрестностям Славовицы.
Камен Калчев, «Генеральная проверка»

В 1974 году Болгария выпустила памятную монету номиналом 5 левов с портретом Александра Стамболийского. Монета посвящена 50-летию со дня его гибели. Вес 20,5 грамма, выполнена из серебра 900-й пробы.